# خيتي السادس
خيتي السادس، (بالإنجليزية: Khety VI)‏، (نب كاو رع خيتي)، (بالإنجليزية: Nebkaure Khety)‏. هو رابع ملوك الأسرة المصرية العاشرة في عصر الدولة القديمة خلال الفترة الانتقالية الأولى. (2181-2055 قبل الميلاد).

## نسبه
الكثير من علماء المصريات ينسبه إلى الأسرة المصرية التاسعة. ولعله كان ثاني ملك يحمل اللقب «خيتي»، وأنه حكم مباشرة في أعقاب نفر كا رع. ومن ناحية أخرى، دارسون آخرون، مثل يوركن فون بكرات يعتقدون، بدلاً من ذلك، أن «نب كاو رع» حكم في الأسرة العاشرة، ربما قبل مري ايب رع خيتي. وعملياً لا يُعرف شيء عن الأحداث في عهد نب كاو رع؛ فالخلاف بين الباحثين حتى على تأريخه، يجعل الأمر صعباً. المؤرخ المحرف ديڤد رول في كتابه (التسلسل الزمني الجديد)، (بالإنجليزية: New Chronology)‏، يفترض أن نب كاو رع خيتي كان الفرعون الذي التقى بالنبي إبراهيم أثناء اقامة إبراهيم في مصر.

## قائمة ملوك الأسرة العاشرة
| الاسم       | ملاحظات                     |
| ----------- | --------------------------- |
| خيتي الثاني |                             |
| رع خيتي     | هو الملك (سي)               |
| خيتي السادس | رابع ملوك الأسرة            |
| خيتي السابع | خامس ملوك الأسرة            |
| خيتي الخامس | 2130 - ؟                    |
| خيتي الرابع | الملك الأخير من ملوك الأسرة |